# ボルタラ・モンゴル自治州
ボルタラ・モンゴル自治州（ボルタラ・モンゴルじちしゅう、モンゴル語: ᠪᠣᠷᠢᠲᠠᠯ᠎ᠠ
ᠮᠣᠨᠭᠭᠣᠯ
ᠥᠪᠡᠷᠲᠡᠭᠡᠨ
ᠵᠠᠰᠠᠬᠤ
ᠵᠧᠤ、転写: Borotal-a Moŋɣol öbertegen jasaqu jėü）は中華人民共和国新疆ウイグル自治区に位置する自治州。ボルタラはモンゴル語で銀灰色の草原を意味する。ウイグル語名ブルタラ。州府所在地はボルタラ市。
ジュンガル盆地西南部に位置し、北部と西部はカザフスタン共和国と385キロメートルにわたって国境線を接する。東部はタルバガタイ（塔城）地区ウス（烏蘇）市、東北部はトリ（託里）県と隣接。南部はイリ・カザフ自治州のニルカ（尼勒克）県、グルジャ（伊寧）県、霍城県に隣接する。

## 行政区画
2県級市・2県を管轄。
- 県級市：ボルタラ（博楽）市・アラギーン・オール（阿拉山口）市
- 県：精河県・温泉県

この他アラギーン・オール（阿拉山口）口岸行政管理区、新疆生産建設兵団農五師およびその11の団場を有する。
| ボルタラ・モンゴル自治州市の地図    |
| ----------------------------------- |
| ボルタラ市 阿拉山口市 精河県 温泉県 |

### 年表
この節の出典

#### ボルタラ・モンゴル族自治区
- 1954年7月13日 - 新疆省イリ専区ボルタラ県・精河県・温泉県を編入。ボルタラ・モンゴル族自治区が成立。（3県）
- 1955年4月14日 - ボルタラ・モンゴル族自治区がイリ・カザフ自治州ボルタラ・モンゴル自治州に改称。

#### 新疆省イリ・カザフ自治州ボルタラ・モンゴル自治州
- 1955年9月13日 - 新疆ウイグル自治区の成立により、新疆ウイグル自治区イリ・カザフ自治州ボルタラ・モンゴル自治州となる。

#### 新疆ウイグル自治区イリ・カザフ自治州ボルタラ・モンゴル自治州
- 1959年1月16日 - ボルタラ県が精河県・温泉県に分割編入。（2県）
- 1962年11月7日 - 精河県・温泉県の各一部が合併し、ボルタラ県が発足。（3県）
- 1979年9月2日 - イリ・カザフ自治州ボルタラ・モンゴル自治州がボルタラ・モンゴル自治州に改称。

#### ボルタラ・モンゴル自治州
- 1985年6月24日 - ボルタラ県が市制施行し、ボルタラ市となる。（1市2県）
- 2012年12月17日 - ボルタラ市・精河県の各一部が合併し、阿拉山口市が発足。（2市2県）
- 2014年1月25日 - ボルタラ市の一部が分立し、自治区直轄県級行政区の双河市となる。（2市2県）

## 歴史
その昔はスキタイ人の遊牧地であった。その後は北方遊牧民族の活動区域となった。唐代はこの地に双河都督府を設け西突厥の遊牧地となった。元明代はオイラト・モンゴルが遊牧していた。清の乾隆年間、張家口からチャハル・モンゴル兵丁が進駐屯し、開墾と国境警備を担い、後にまたヴォルガ川流域から帰還したトルグート西部落が精河に駐牧した。中華人民共和国の成立後、1954年7月13日にボルタラ・モンゴル自治州は成立した。

## 民族
35の民族が居住し、モンゴル族が自治民族。総人口42.43万人の中で少数民族人口は約33%を占める。1万人以上の少数民族はモンゴル族、ウイグル族、カザフ族、回族など。

## 経済
2004年の州全体の国内総生産は36.9億元（農五師を含む）、前年より11.9%増。そのうち地方総生産は25.5億元で11.7%増。年間輸出入貿易総額は5.54億元、前年比96.8%増。従業員年平均収入1.1万元、前年比7.6%増。農牧民1人あたり純収入3904元、前年より10.8%（382元）増。
阿拉山口口岸は中国西北部唯一の鉄道（阿拉山口駅）・道路両方による国家一類口岸である。過貨量は全疆16の口岸全体の約90%、全国の陸路口岸中連続8年間第2位、満州里口岸に次ぐ。